# Circonscription de Deakin
La circonscription de Deakin est une circonscription électorale australienne au Victoria. La circonscription a été créée en 1937 en zone rurale mais elle est maintenant située dans la banlieue est de Melbourne dans les quartiers de Blackburn, Forest Hill, Mitcham, Nunawading et Ringwood.
Elle porte le nom d'Alfred Deakin, trois fois Premier ministre d'Australie. 
Elle a généralement été détenue par le Parti libéral, en général avec une faible marge. Avant l'élection fédérale de 2007, elle était la circonscription remportée avec la plus faible marge par le parti libéral au Victoria. Conformément au changement de majorité à l'élection fédérale de 2007, le siège a été remporté par Mike Symon du Parti travailliste.

## Représentants
| Nom                | Parti            | Période de mandat |
| ------------------ | ---------------- | ----------------- |
| William Hutchinson | United Australia | 1937–1944         |
| William Hutchinson | Libéral          | 1944–1949         |
| Frank Davis        | Libéral          | 1949–1966         |
| Alan Jarman        | Libéral          | 1966–1983         |
| John Saunderson    | Travailliste     | 1983–1984         |
| Julian Beale       | Libéral          | 1984–1990         |
| Ken Aldred         | Libéral          | 1990–1996         |
| Phil Barresi       | Libéral          | 1996–2007         |
| Mike Symon         | Travailliste     | 2007–2013         |
| Michael Sukkar     | Libéral          | 2013–en cours     |